# Liste des comtes de Laon
Liste des comtes de Laon :
- Émile, comte de Laon, épousa Céline (-† vers 458), père de l'archevêque de Reims, Saint Remi (vers 437† 13 janvier 535). En dehors de la vie de Saint-Rémi, ce comte n'est pas attesté dans d'autres documents.
- Berchaire, comte en 650
- Charivéus ou Hervé, comte de Laon entre 680 et 692, serait le grand-père de Caribert.
- Caribert ou Charibert, Chéribert, Héribert, (avant 696 -† avril 747) épousa une femme que l'on suppose se prénommer Gisèle. . Père de Berthe au Grand Pied (mai 726 -†12 juillet 783).
- Bernard, comte dans la région de Laon, cité en 877-8, fils de Pépin, comte au nord de la Seine
- Adalhelm (?- † 891), probablement fils de Robert III comte de Hesbaye et de Wormsgau, donc probablement frère de Robert le Fort († 866), marquis de Neustrie. Conseiller de Louis II dit le Bègue en 877
- Gautier, fils du précédent, exécuté en 892
- Roger Ier (vers 867-† 926) épousa Heilwide, veuve[1] du précédent comte Gautier.
- Roger II (après 890 -† 942) fils du précédent et d'Helwide, le comté de Laon est contesté en 927 par Herbert II de Vermandois.qui doit céder définitivement le comté à Raoul en 931 et la citadelle au roi en 938.

À partir de 942 le comté est rattaché au domaine royal par le roi Louis IV.

## Note
1. ↑  Christian Setiipani, La préhistoire des Capétiens (481-987), t. I, Villeneuve d’Ascq, Coll. de P. Van Kerrebrouck, 1993, p. 312